# 贝尔谢巴中心火车站

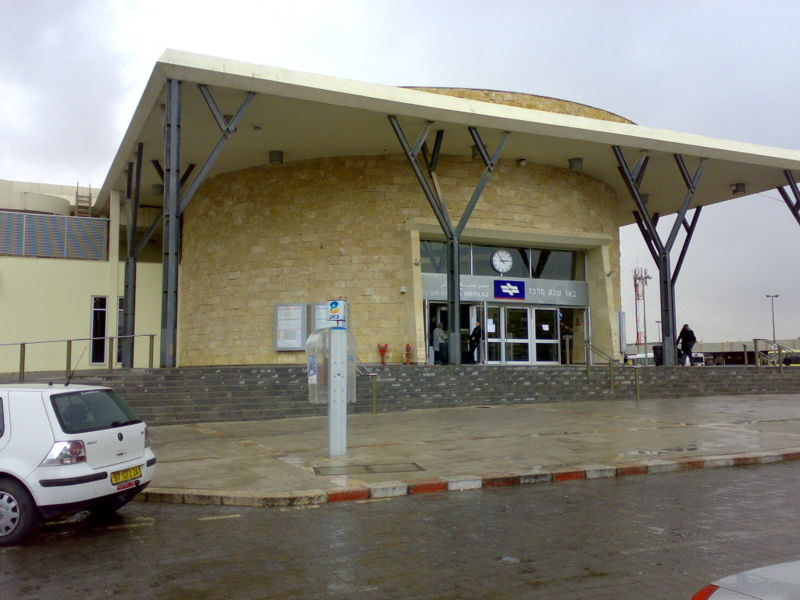
贝尔谢巴中心火车站

贝尔谢巴中心火车站是位于以色列贝尔谢巴的鐵路車站，由以色列铁路管轄。它位于該市的伊扎克·本-兹维街，毗邻巴士站和一家购物中心。 該火车站于2000年9月20日开通。2000年至2005年期間，該火車站是以色列最南端的客運火車站。迄今贝尔谢巴中心火车站仍然是一個起訖站。